# Battaglia di Halule
La battaglia di Halule ebbe luogo nel 691 a.C. presso la città di Halule (prob. presso Baghdad) tra l'Impero neo-assiro e le forze ribelli di Babilonesi, Caldei, Persiani, Medi, Elamiti e Aramei.

## Contesto
Durante il regno del re Sennacherib d'Assiria, Babilonia fu in un costante stato di rivolta. Mušezib-Marduk, il principe caldeo scelto come re di Babilonia, guidò la popolazione babilonese in rivolta contro Sennacherib nel 691 a.C.

## Forze ribelli
Achemene di Persia reclutò un esercito per aiutare i Babilonesi di Mušezib-Marduk contro gli Assiri. Così come i Babilonesi, le tribù aramaiche, i caldei e il re Khumban-umena III degli Elamiti, e tutti gli zagros iraniani (Persia, Anzan, Ellipi, ecc.) si unirono alla ribellione contro gli assiri. Il nucleo dell'esercito era costituito da aurighi, fanteria e cavalleria elamica, media e persiana.

## Esito dello scontro

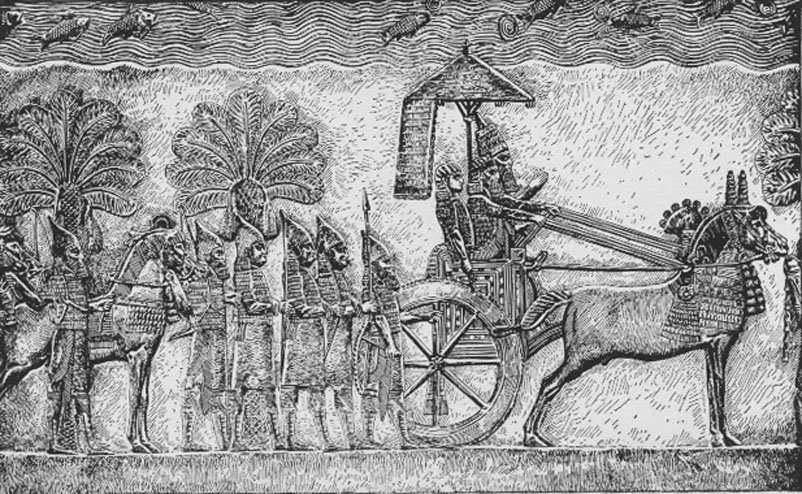
Il re assiro Sennacherib durante la sua campagna babilonese nel 689 a.C..

La battaglia fu inconcludente o almeno entrambe le parti rivendicarono la vittoria nei loro annali e tutti i governanti rimasero sui loro troni.
Mušezib-Marduk perse il suo alleato quando il re elamico Humban-nimena subì un ictus più tardi nello stesso anno, un'opportunità che il re Sennacherib colse rapidamente attaccando Babilonia e catturandola dopo un assedio di quindici mesi (689 a.C.): Babilonia fu distrutta da Sennacherib, mentre Persiani e Medi furono soggiogati.
Ci furono ulteriori combattimenti tra Elam e Assiria nei successivi 40 anni, fino a quando Elam fu distrutta da Assurbanipal (vedi Guerre assiro-elamiche).

### Fonti
- Cronache babilonesi - ed. standard in (EN) Grayson AK, Assyrian and Babylonian Chronicles, 1975, ISBN 978-1575060491.

### Studi
- Mistrini V, Gli assiri : la prima superpotenza dell'Oriente Antico, Gorizia, LEG, 2022.